# Garrick Ohlsson
Garrick Ohlsson (ur. 3 kwietnia 1948 w Nowym Jorku) – amerykański pianista; zwycięzca VIII Międzynarodowego Konkursu Pianistycznego im. Fryderyka Chopina (1970).

## Życiorys
Na fortepianie zaczął grać w wieku ośmiu lat, a edukację odbył w Nowym Jorku – najpierw w Westchester Conservatory of Music, a potem w Juilliard School (1961–1971). Dodatkowo kształcił się m.in. u Claudio Arraua.
Zadebiutował w 1960. Później uczestniczył w kilku konkursach pianistycznych:
- Międzynarodowy Konkurs Pianistyczny im. Ferruccio Busoniego (1966) – I nagroda
- Międzynarodowy Konkurs Pianistyczny w Montrealu (1968) – I nagroda
- Międzynarodowy Konkurs Pianistyczny im. Fryderyka Chopina (1970) – I miejsce i nagroda specjalna Polskiego Radia za najlepsze wykonanie mazurków

Sukcesy na konkursach sprawiły, że zaczął być zapraszany do wielu krajów świata. Już w 1969 koncertował w kilku włoskich miastach. Po zwycięstwie w Warszawie dał ponad 40 koncertów w USA. W późniejszych latach grał m.in. na festiwalu w Pekinie (1998), a w Polsce na festiwalu Chopin i jego Europa i przy okazji obchodów 200. rocznicy urodzin Fryderyka Chopina (2010). W 1994 otrzymał Avery Fisher Prize.
W 2015 był jurorem XVII Międzynarodowego Konkursu Pianistycznego im. Fryderyka Chopina.
W 2024 zadecydowano, że będzie przewodniczącym jury XIX Międzynarodowego Konkurs Pianistyczny im. F. Chopina. Do tej pory tę funkcję powierzano jedynie Polakom

## Repertuar i dyskografia
W jego repertuarze jest ponad 80 koncertów. Chętnie gra utwory m.in. Fryderyka Chopina, Ludwiga van Beethovena, Josepha Haydna, Ferenca Liszta i Aleksandra Skriabina. Nagrał kilkadziesiąt płyt dla licznych wytwórni muzycznych.